# Mester Gyula
Mester Gyula (Torontálvásárhely, 1945 –) okleveles gépészmérnök, a műszaki tudományok doktora, egyetemi tanár, a Magyar Mérnökakadémia, az Amerikai Román Akadémia rendes tagja, a Vajdasági Tudományos és Művészeti Akadémia levelezö tagja, a Szerb Tudományos Mérnökakadémia tiszteletbeli tagja. Kutatási témakörei: önvezető autók, repülő autók, mesterséges intelligencia, robotszerű autonóm helikopterek, kereken gördülő intelligens autonóm mobil robotok, humanoid robotok, mikro- és nanorobotok, adaptív irányítások, fuzzy rendszerek, rugalmas csuklójú merev szegmensű ipari robotok,  mesterséges intelligencia, tudománymetria.
ORCID azonosítója: 0000-0001-7796-2820

## Életútja
Egyetemi tanulmányait a Belgrádi Egyetem Gépészeti Karán fejezte be 1970-ben. Az Újvidéki Egyetem Műszaki Tudományok Karán 1977-ben a műszaki tudományok doktora tudományos fokozatot szerezte meg. Az Újvidéki Tudományegyetemen 1988-ban egyetemi tanárnak nevezték ki. A Szegedi Tudományegyetemen 2016-ban címzetes egyetemi tanári címet kapott.
Robotikát oktat az Újvidéki Egyetem Mihajlo Pupin Mérnöki Karán, a Szegedi Tudományegyetem Természettudományi és Informatikai Karán, és az Óbudai Egyetem Biztonságtudományi Doktori Iskolájában.
A Szegedi Tudományegyetem Informatika Doktori Iskolájának oktatója és egy doktori téma (Négy rotoros autonóm robothelikopter modellje, ütközésmentes navigációja, pályatervezése és irányítása.) vezetője. Az Óbudai Egyetem Biztonságtudományi Doktori Iskolájában az Intelligens robotok és az Autonóm robothelikopterek ütközésmentes irányítása tárgyak előadója. 2009 óta a Belgrádi Egyetem Mihajlo Pupin kutatóintézetének a kutatóprofesszora.
Mester Gyula 404 tudományos közleményt jelentetett meg, hivatkozásainak száma: 5026, h-indexe: 56,[forrás?] g-indexe: 64,[forrás?] több könyvben is társszerző.

## Főbb publikációi
- Adaptive Force and Position Control of Rigid Link Flexible- Joint Scara Robots (1994)
- Neuro-Fuzzy-Genetic Controller Design for Robot Manipulators (1995)
- Sensor Based Control of Autonomous Wheeled Mobile Robots (2010)
- Intelligent Mobile Robot Motion Control in Unstructured Environments (2010)
- Modelling of the Humanoid Robot Motion (2011)
- The Modeling and Simulation of an Autonomous Quad-Rotor Microcopter in a Virtual Outdoor Scenario (társszerző, 2011)
- Sensor-based Navigation and Integrated Control of Ambient Intelligent Wheeled Robots with Tire-Ground Interaction Uncertainties (társszerző, 2013)
- Design of the Fuzzy Control Systems Based on Genetic Algorithm for Intelligent Robots (2014)
- Cloud Robotics Model (2015)
- Modeling of Autonomous Hexa-Rotor Microcopter (2015)
- Rankings Scientists, Journals and Countries Using h-index (2016)
- Unconstrained Evolutionary and Gradient Descent-Based Tuning of Fuzzy Partitions for UAV Dynamic Modeling (társszerző, 2017)
- Autonóm önvezető robot autók (2017)
- Samovozeci automobili (2018)
- Önvezető robot autók újdonsàgai ès biztonsàgi kèrdèsei (2018)
- Elektromos autók újdonsàgai 2019 (2019)
- Reply robot autók, 2019
- An Overview of Autonomous Self-Driving Robotic Cars
- Autonomni samovozeci automobili
- Önvezető autók fejlesztèsènek áttekintése
- The Impact of 5G Technology on Life in 21st Century (társszerző, 2020)
- Self-Driving Car Ecosystem as a Complex System (társszerző, 2021)
- Implementing New Mobility Concepts  with Autonomous Self-Driving Robotic Cars (tàrsszerző,  2021)
- The Use of Autonomous Vehicles in Transportation (tàrsszerző, 2021)
- Self-Driving Robotic Cars: Cyber Securit Developments (tàrsszerző, 2021)
- The Future of Autonomous Vehicles (tàrsszerző, 2021)

## Tudományos elismerései
- Életrajza megjelent a Marquis Who’s Who kiadványban (1997)
- A 18th International Symposium on Industrial Robots konferencián az UNESCO-t képviselte (1988)
- Az American Biographical Institute az év emberének választotta (1997, 2011)

## Szerkesztőbizottsági tagságai
- Bulletins for Applied Mathematics – szerkesztőbizottság tagja, 1986-2000
- Műszaki tudományos Füzetek, International DAAAM – tudományos bizottság tagja 2002-2008
- The IPSI BgD Transactions on Advanced Research – szerkesztőbizottság tagja, 2010
- Annals Faculty Engineering Hunedoara – International Journal of Engineering – tudományos bizottság és tanácsadó testület tagja, 2010
- Acta Polytechnica Hungarica, Journal of Applied Sciences – társított szerkesztő, 2010-2015
- The IPSI BgD Transactions on Internet Research – szerkesztőbizottság tagja, 2010–
- Acta Technica Corviniensis, Bulletin of Engineering – tudományos bizottság és tanácsadó testület tagja, 2010–
- The IPSI BgD Transactions on Internet Research, Special Issue, Volume 8, Number 2, ISSN 1820-4503 – vendégszerkesztő, 2012
- Journal Interdisciplinary Description of Complex Systems – tanácsadó testületi tag, 2013–
- Business Systems Research – tanácsadó testületi tag, 2013–
- FM Transactions – szerkesztőbizottság tagja, 2015
- Interdisciplinary Description of Complex Systems – vendégszerkesztő, 2015–
- International Journal of Current Research in Engineering – szerkesztőbizottság tagja, 2016–
- Journal of Robotics – vezető vendégszerkesztő, 2016–
- Review of the National Center for Digitization – szerkesztőbizottság tagja, 2016–

## Folyóiratok bírálója
- International Journal of Automation and Control – 2009–
- Journal of Robotics, Hindawi Publishing Corporation – 2012–
- Sensors – Open Access Journal – 2012–
- Acta Polytechnica Hungarica – 2012–
- Intelligent Systems: Models and Applications – 2012–
- Journal of Inequalities and Applications – 2012–
- Journal of Mechanical Engineering – 2012
- Robotics and Computer Integrated Manufacturing – 2012–
- Annals Faculty Engineering Hunedoara – 2012–
- Acta Technica Corviniensis – 2012–
- International Journal of Electrical and Computer Engineering Systems – 2012–
- IPSI BgD Transactions on Internet Research – 2012–
- IPSI BgD Transactions on Advanced Research – 2012–
- Journal of Aerospace Engineering – 2013–
- International Journal of Advanced Robotic Systems – 2013–
- Interdisciplinary Description of Complex Systems – 2014–
- Maintenance and Realibility – 2014–
- Measurement – 2014–
- FME Transactions – 2014–
- International journal of Current Research in Engineering – 2016–
- Neural Computing and Applications – 2016
- Review of the National Center for Digitization – 2016–

## Konferenciakiadványok
- 13th World Multi – Conference on Systemics, Cybernetics and Informatics: WM – SCI '09 Orlando, Florida, USA, 2009
- IECON – 2010, the 36th Annual Conference of the IEEE Industrialal Electronics Society, 2010, Glendale, AZ, USA
- IEEE ISIE International Symposium on Industrial Electronics, Bari, 2010, Italy
- YUINFO, 2012, Kopaonik, Serbia
- ICIST, 2012 – 2nd International Conference on Information Society Technology, Kopaonik, Serbia
- IBC 2012, Internet & Business Conference, Rovinj, Croatia
- The 4th International Conference on Information Technology (ICIT 2013), Amman, Jordan
- IEEE Symposium Series on Computational Intelligence IEEE SSCI 2013, Singapore
- International Workshop on Advanced Computational Intelligence and Intelligent Informatics (IWACIII), 18 – 21 October 2013, Shanghai, China
- IEEE Symposium Series on Computational Intelligence 2014 (SSCI 2014), Orlando, Florida, USA, December 9–12, 2014.
- IEEE IES Mecatronics14, 10th France – Japan Congress, 8th Europe – Asia Congress on Mecatronics, Tokyo, Japan, November 27–30, 2014.
- The 7th International Conference on Information Technology, ICIT 2015, Amman, Jordan, ISSN 2306-6105, May 12 – 15, 2015
- Mechatronics in Practice and Education, MechEdu 3rd International Conference & Workshop 2015, Subotica, Serbia, May 14–16, 2015

## Részvétele konferenciák szervezésében
- 20th Yugoslav Congress of Theoretical and Applied Mechanics, 1993, Kragujevac, Yugoslavia – szervező bizottsági tag
- First ECPD International Conference on Advanced Robotics, Intelligent Automation and Active Systems, Athens, Greece, 1995 – szekció elnök
- International Power Electronics & Motion Control Conference, PEMC'96, Budapest, 1996 – szervező bizottsági tag
- International Panel Conference on Soft and Intelligent Computing, SIC'96, 1996, Budapest – Nemzetközi szervező bizottsági tag
- 5th International Workshop on Robotics in Alpe-Adria-Danube Region, RAAD'96, Budapest, 1996 – szekció elnök
- Second ECPD International Conference on Advanced Robotics, Intelligent Automation and Active Systems, Vienna, 1996 – szekció elnök
- Soft and Intelligent Computing in Control Engineering, SICCE'97, Subotica, Yugoslavia, 1997 – Elnök, plenáris előadó
- Pannonian Applied Mathematical Meeting, Kassa, Slovakia, 1997 – szervező bizottsági tag
- PEMC’98 Conference, Praha, Czech Republic, 1998 – Nemzetközi publikációs bizottsági tag
- Savremene računarske tehnologije 2000, Subotica, 2000 – elnök, plenáris előadó
- IEEE 1st Serbian- Hungarian Joint Symposium on Intelligent Systems, SISY 2003, Subotica, Serbia and Montenegro, 2003 – szekció elnök, programbizottsági tag
- 20th International Scientific Conference ‘Information Technology in Education of Informatics, Electrical and Mechanical Engineers’, 2004, Subotica, Yugoslavia – Konferenciakiadvány szerkesztője
- IEEE 2nd Serbian-Hungarian Joint Symposium on Intelligent Systems, SISY 2004, Subotica, Serbia and Montenegro, 2004 – programbizottsági tag
- IEEE 3rd Serbian-Hungarian Joint Symposium on Intelligent Systems and Informatics, SISY 2005, Subotica, Serbia and Montenegro, 2005 – programbizottsági tag
- IEEE 4th Serbian-Hungarian Joint Symposium on Intelligent Systems and Informatics, SISY 2006, Subotica, Serbia, 2006, szekció elnök – programbizottsági tag
- International Conference on Intelligent Engineering Systems, INES 2006, London, United Kingdom, 2006 – szekció elnök
- YUINFO 2007, Kopaonik, Serbia, 2007 – szekció elnök
- IEEE 5th International Symposium on Intelligent Systems and Informatics, SISY 2007, Subotica, Serbia, 2007 – szekció elnök, programbizottsági tag
- IEEE 25th International Conference Science in Practice SiP, Schweinfurt, Germany, 2007 – programbizottsági tag
- IEEE 26th International Conference Science in Practice IEEE SiP, Osijek, Croatia, 2008 – programbizottsági tag
- VIII Fiatal Műszakiak Tudományos Ülésszaka, Erdélyi Múzeum-Egyesület, Kolozsvár, Románia, 2008 – programbizottsági tag
- IEEE 6th International Symposium on Intelligent Systems and Informatics, SISY 2008, Subotica, Serbia, 2008 – programbizottsági tag
- 27th International Conference Science in Practice IEEE SiP, Pécs, 2009 – programbizottsági tag
- World University President Summit, IPSI Conference, Belgrade, 2009 – tanácsadó, plenáris előadó
- IEEE 7th International Symposium on Intelligent Systems and Informatics, SISY 2009, Subotica, Serbia, 2009 – programbizottsági tag
- International Conference on Computing, Communications and Control Technologies, Invited Session: Intelligent Robot Motion Control in Unstructured Environments, Orlando, Florida, USA, 2009 – szekció szervező
- 28th International Conference Science in Practice IEEE SiP 2010, Subotica, Serbia, 2010 – elnök, főszerkesztő, programbizottsági tag
- IEEE 8th International Symposium on Intelligent Systems and Informatics, SISY 2010, Subotica, Serbia, 2010 – programbizottsági tag
- YUINFO 2011, Kopaonik, Serbia, 2011 – szekció szervező
- IEEE 9th International Symposium on Intelligent Systems and Informatics, SISY 2011, Subotica, Serbia, 2011 – programbizottsági tag
- Mech Edu, 2011, Subotica, Serbia – tudományos bizottsági tag
- IBC 2012, Internet & Business Conference, Rovinj, Croatia, 2012 – szervezőbizottsági tag
- IEEE 10th International Symposium on Intelligent Systems and Informatics, SISY 2012, Subotica, Serbia, 2012 – programbizottsági tag
- YUINFO 2013, Kopaonik, Serbia, 2013 – programbizottsági tag
- ICIST 2013, Kopaonik, Serbia, 2013 – programbizottsági tag
- Workshop on Modern Approach to Product Development and Business Improvement, Balatonfüred, Hungary, 2013 – szekció elnök
- IEEE 11th International Symposium on Intelligent Systems and Informatics, SISY 2013, Subotica, Serbia, 2013 – programbizottsági tag
- IEEE 12th International Symposium on Intelligent Systems and Informatics, SISY 2014, Subotica, Serbia, 2014, programbizottsági tag
- International Workshop on Advanced Computational Intelligence and Intelligent Informatics (IWACIII), Shanghai, China, 2013 – programbizottsági tag
- International Workshop on Advanced Computational Intelligence and Intelligent Informatics (IWACIII), Shanghai, China, 2013, Intelligent Interaction and Visualization, szekció szervező, Modeling, Path Planning, Navigation and Autonomous Flight Control of Quadrotor Microcopter – szekció szervező
- International Workshop on Advanced Computational Intelligence and Intelligent Informatics (IWACIII), Shanghai, China, 2013 – plenáris előadó
- YUINFO 2014, Kopaonik, Serbia, 2014 – programbizottsági tag
- ICIST 2014, Kopaonik, Serbia, 2014 – programbizottsági tag
- SISY 2014, IEEE 12th International Symposium on Intelligent Systems and Informatics, Subotica, Serbia, 2014 – programbizottsági tag
- RiiSS 2014, Orlando, Florida, 2014 – programbizottsági tag.
- MechEdu 3rd, Subotica, 2015 – tudományos bizottsági tag, szekciószervező
- YUINFO 2015, Kopaonik, 2015 – programbizottsági tag
- IEEE RiiSS 2015, Cape Town, 2015 – programbizottsági tag
- IEEE RiiSS 2016, Athens, 2016 – programbizottsági tag
- YUINFO 2016, Kopaonik, 2017 – programbizottsági tag
- YUINFO 2017, Kopaonik, 2017 – programbizottsági tag
- ISPEM 2017, Wrocław, 2017 – programbizottsági tag
- MechEdu 3rd, Subotica, 2017 – tudományos bizottsági tag
- Smart, Sustainable and Safe Cities Conference, SSSCC 2018, Budapest, tudományos-, szervező bizottsági tag,